# لاكي بالدوين
لاكي بالدوين (بالإنجليزية: Lucky Baldwin)‏ هو شخصية أعمال أمريكي، ولد في 3 أبريل 1828 في هاملتن في الولايات المتحدة، وتوفي في 1 مارس 1909 في أركاديا في الولايات المتحدة.